# Anna Li

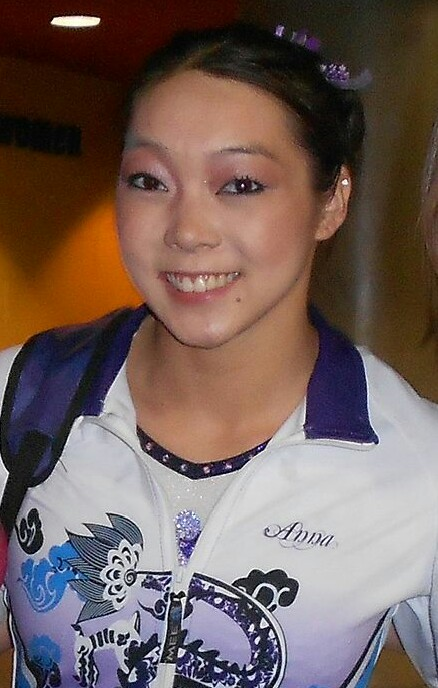

Anna Li (Las Vegas, 4 de setembro de 1988) é uma ginasta americana membro da equipe que conquistou a medalha de ouro no Campeonato Mundial de Ginástica Artística de 2011 realizado em Tóquio.